# Paul Guillaume (marchante de arte)
Paul Guillaume (París, Francia, 1891-París, 1934) fue un coleccionista y marchante de arte francés. Fue un personaje clave en el coleccionismo de entreguerras en París y uno de los pioneros y promotores del Art Négre.
Aconsejado por su mentor Guillaume Apollinaire, en sus cuarenta y dos breves años de vida amasó una notable colección de más de 500 pinturas, representó y compró obras de Amedeo Modigliani-que lo inmortalizó en un retrato- y Pablo Picasso quien expuso junto a Henri Matisse en su galería de la Rue Fauburg Saint-Honoré en 1918, entre otros notables como André Derain, Giorgio De Chirico, Georges Braque, Chaïm Soutine, Maurice Utrillo así como también fue promotor del arte africano. En 1919 organizó la exposición «Art Négre» en la Galerie Devambez
Su intención de donar su colección -con algunos de los mejores trabajos de los impresionistas y contemporáneos como Cézanne y el aduanero Henri Rousseau- al Louvre fue ejecutada por su viuda (Juliette Domenica Guillaume Lacaze) realizándose en dos entregas (1959 y 1963) y se exhibe en el Museo de la Orangerie desde 1984.

## Publicaciones
- Les Ecrits De Paul Guillaume: Une Esthetique Nouvelle / L'Art Negre / Barnes, Editions Ides et Calendes, ISBN 2-8258-0051-1